# Lista de navios da Marinha dos Estados Confederados

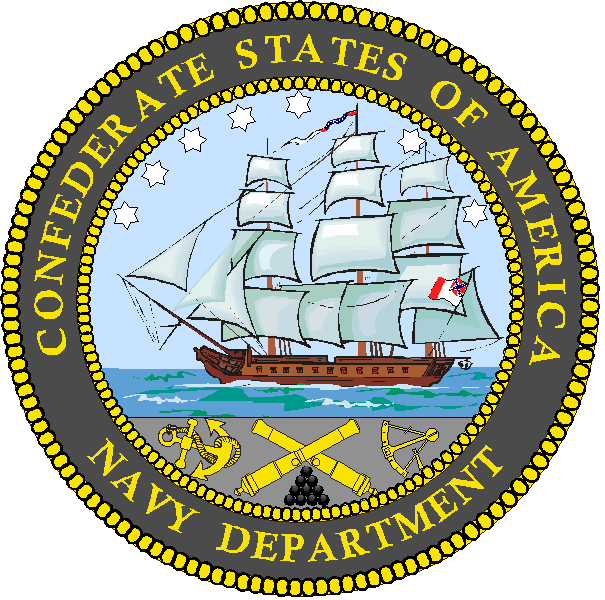
Selo do Departamento da Marinha dos Estados Confederados

Esta é uma lista de navios da Marinha dos Estados Confederados (CSN), usados pelos Estados Confederados da América durante a Guerra Civil Americana entre 1861 e 1865. Incluem-se alguns tipos de embarcações civis, como corredores de bloqueio, barcos a vapor e corsários que contribuiu para os esforços de guerra da CSN. Também estão incluídos tipos especiais de baterias flutuantes e embarcações de defesa do porto.

## CSN Navios de Guerra
O secretário da Marinha CS, Stephen Mallory, foi muito agressivo com um orçamento limitado em uma guerra focada em terra e desenvolveu uma estratégia de navio de guerra de duas frentes de construção de navios de guerra blindados para defesa costeira e nacional, e cruzadores de ataque ao comércio, complementado com o uso exploratório de armas especiais, como torpedeiros e torpedos.

### Baterias
Com base no emprego bem-sucedido de navios de guerra blindados, especialmente baterias, na Batalha de Kinburn, a Grã-Bretanha e a França decidiram se concentrar em navios de guerra blindados, começando com projetos de baterias costeiras. Os primeiros cruzadores de ferro oceânicos, como o francês La Gloire e o britânico HMS Warrior, surgiram apenas em 1859 e 1860, e estavam além do orçamento e cronograma necessários para o desdobramento rápido da força de que a Marinha CS precisava para as defesas costeiras imediatas em 1861.
Portanto, o Congresso Confederado aprovou dois milhões de dólares em maio de 1861 para comprar couraçados do exterior, e em julho e agosto começou a trabalhar na construção e conversão de navios de madeira localmente. Em 12 de outubro de 1861, o CSS Manassas se tornou o primeiro couraçado a entrar na batalha quando lutou contra os navios de guerra da União no Mississippi. Em fevereiro de 1862, o ainda maior CSS Virginia juntou-se à Marinha Confederada, tendo sido construído em Norfolk. A Confederação construiu vários navios projetados como versões do Virginia, dos quais vários entraram em ação. No ataque fracassado em Charleston em 7 de abril de 1863, dois pequenos couraçados, CSS Palmetto State e CSS Chicora participaram da defesa bem-sucedida do porto. Para o ataque posterior na Batalha da Baía de Mobile, a União enfrentou o CSS Tennessee 1863, o mais poderoso couraçado da Confederação.

#### Bateria blindada movida a vapor
| Navio              | Comissão | Notas                                                                           |
| ------------------ | -------- | ------------------------------------------------------------------------------- |
| CSS Albemarle      | –        |                                                                                 |
| CSS Arkansas       | –        |                                                                                 |
| CSS Atlanta        | 1863     | vaporizador de três parafusos, aríete de ferro, capturado: 17 de junho de 1863. |
| CSS Charleston     | –        |                                                                                 |
| CSS Chicora        | –        |                                                                                 |
| CSS Columbia       | –        |                                                                                 |
| CSS Eastport       | –        |                                                                                 |
| CSS Fredericksburg | –        |                                                                                 |

#### Baterias flutuantes revestidas de ferro
As baterias flutuantes blindadas da Marinha CS não tinham motores a vapor para propulsão e foram rebocadas para posições de tiro.
| Navio       | Comissão  | Notas                                                         |
| ----------- | --------- | ------------------------------------------------------------- |
| CSS Arctic  | –         |                                                               |
| CSS Georgia | 1862–1864 | bateria flutuante de ferro, afundado: 21 de dezembro de 1864. |
| CSS Phoenix | –         |                                                               |

#### Baterias flutuantes de madeira
Baterias flutuantes de madeira da Marinha CS foram rebocadas para posições de tiro e, como no caso do porto de Charleston, usadas para defesa improvisada.